# The age of Hell
The Age of Hell es el sexto álbum de estudio de la banda de groove metal Chimaira. Salió a la venta el 16 de agosto de 2011, logrando entrar en la posición 52 del Billboard 200 con más de 7000 copias vendidas en la primera semana. Todos los músicos de la banda abandonaron la misma durante la época en que el disco fue grabado y salió a la venta, dejando al vocalista Mark Hunter como único miembro restante. Sin embargo, Mark recompuso el grupo con una nueva formación a tiempo para la gira de presentación en octubre de 2011. Con la nueva formación grabarían en 2013 Crown of Phantoms, el que sería el último disco de Chimaira antes de su disolución en 2014.

## Lista de canciones
Todas las canciones escritas y compuestas por Mark Hunter y Rob Arnold, excepto donde se indique
| N.º | Título                                                               | Duración |  |
| 1.  | «The Age of Hell»                                                    | 3:32     |  |
| 2.  | «Clockwork»                                                          | 3:43     |  |
| 3.  | «Losing My Mind»                                                     | 4:57     |  |
| 4.  | «Time Is Running Out»                                                | 4:13     |  |
| 5.  | «Year of the Snake»                                                  | 3:41     |  |
| 6.  | «Beyond the Grave»                                                   | 4:54     |  |
| 7.  | «Born in Blood» (Rob Arnold, Mark Hunter, Ben Schigel, Phil Bozeman) | 4:08     |  |
| 8.  | «Stoma»                                                              | 1:28     |  |
| 9.  | «Powerless»                                                          | 4:31     |  |
| 10. | «Trigger Finger»                                                     | 3:54     |  |
| 11. | «Scapegoat»                                                          | 4:32     |  |
| 12. | «Samsara» (con Emil Werstler de Dååth)                               | 6:12     |  |

## Personal

### Banda
- Mark Hunter – voz, guitarra rítmica, teclado
- Rob Arnold – Guitarra principal
- Ben Schigel – Batería

### Músicos adicionales
- Tony Gammalo – bajo en "Beyond the Grave"
- Emil Werstler – solo de guitarra en "Samsara", teclados y samplers adicionales
- Phil Bozeman – segunda voz en "Born in Blood"
- Patrick Finegan, Lauren Dupont, Vincent DiFranco – teclados y samplers adicionales
- Kalam Muttalib – saxofón en "Clockwork", teclados y samplers adicionales

### Personal adicional
- Ben Schigel - Productor
- Tony Gammalo – Engineering
- Chris "Zeuss" Harris – Mezclas y masterización
- Garrett Zunt - Diseño